# Benzamidin
Benzamidine là một chất ức chế cạnh tranh có thể đảo ngược của trypsin, enzyme giống như trypsin và protease serine.
Nó thường được sử dụng như một phối tử trong tinh thể học protein để ngăn chặn các protease làm giảm protein quan tâm; nhóm diamine hình tam giác ở phía dưới tạo cho nó một hình dạng 'người dính' rất rõ ràng xuất hiện trong các bản đồ mật độ khác nhau. Chất gây nghiện benzamidine cũng được tìm thấy trong một số dược phẩm, như dabigatran.